# Maria Nicolaevna, Mare Ducesă a Rusiei
Marea Ducesă Maria Nikolaevna a Rusiei (Maria Nikolaevna Romanova; rusă Великая Княжна Мария Николаевна, 26 iunie 1899 – 17 iulie 1918) a fost a treia fiică a ultimului autocrat al Rusiei, împăratul Nicolae al II-lea al Rusiei și a soției lui Alexandra Feodorovna (Alix de Hesse). Asasinarea ei ca urmare a Revoluției din 1917 a dus la canonizarea de către Biserica Ortodoxă Rusă.

## Copilărie

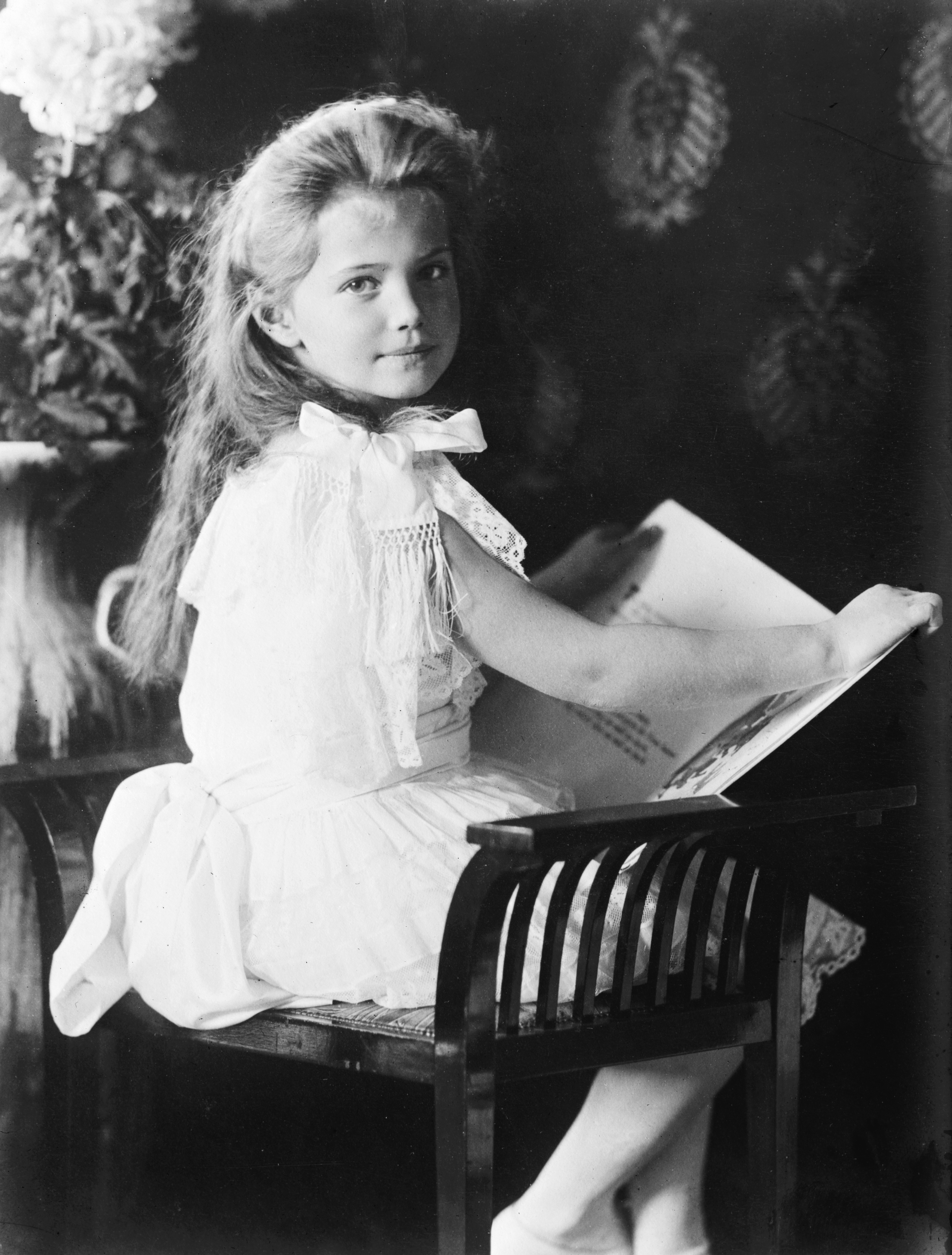
Marea Ducesă Maria în 1906.

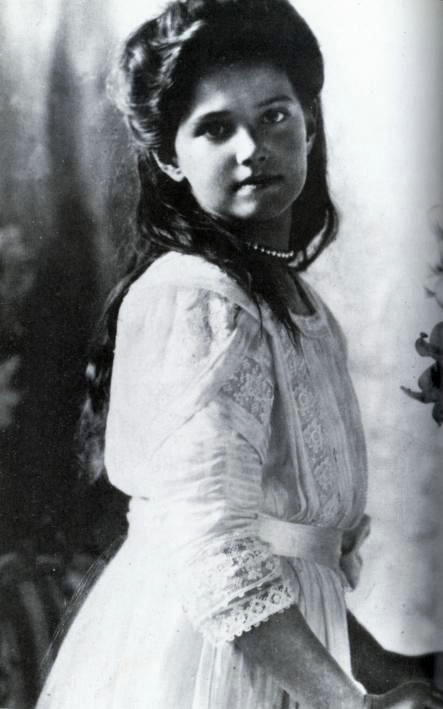
Marea Ducesă Maria în 1910.

Marea Ducesă s-a născut la 26 iunie 1899 la palatul Peterhof (supranumit palatul Versailles al Rusiei) la 6 km sud de Sankt-Petersburg. Prin mama sa era strănepoată a reginei Victoria. Titlul rus al Mariei (Velikaya Knyazna Великая Княжна) se traduce prin "Mare Prințesă" și însemna că Maria ca "Alteță Imperială" era mai înaltă în rang față de prințesele din Europa care erau "Altețe regale". În conformitate cu dorința părinților ei ca Maria și frații ei să fie crescută simplu, chiar și servitorii i se adresau Marii Ducese cu numele de Maria Nicolaevna. de asemenea, ea mai era numită după versiunea franceză a numelui ei, "Marie", sau prin diminutivul rusesc "Mașa". Maria și sora ei mai mică, Anastasia, erau cunoscute în casă sub numele "Mica pereche" deoarece erau cele mai mici surori, împărțeau aceeași cameră și erau tot timpul împreună.
La ocazii speciale, Maria și Anastasia erau îmbrăcate similar purtând variații diferite ale aceleiași rochii. Avea tendința să fie dominată de sora sa mai mică care era mai energică și mai temperamentală. 

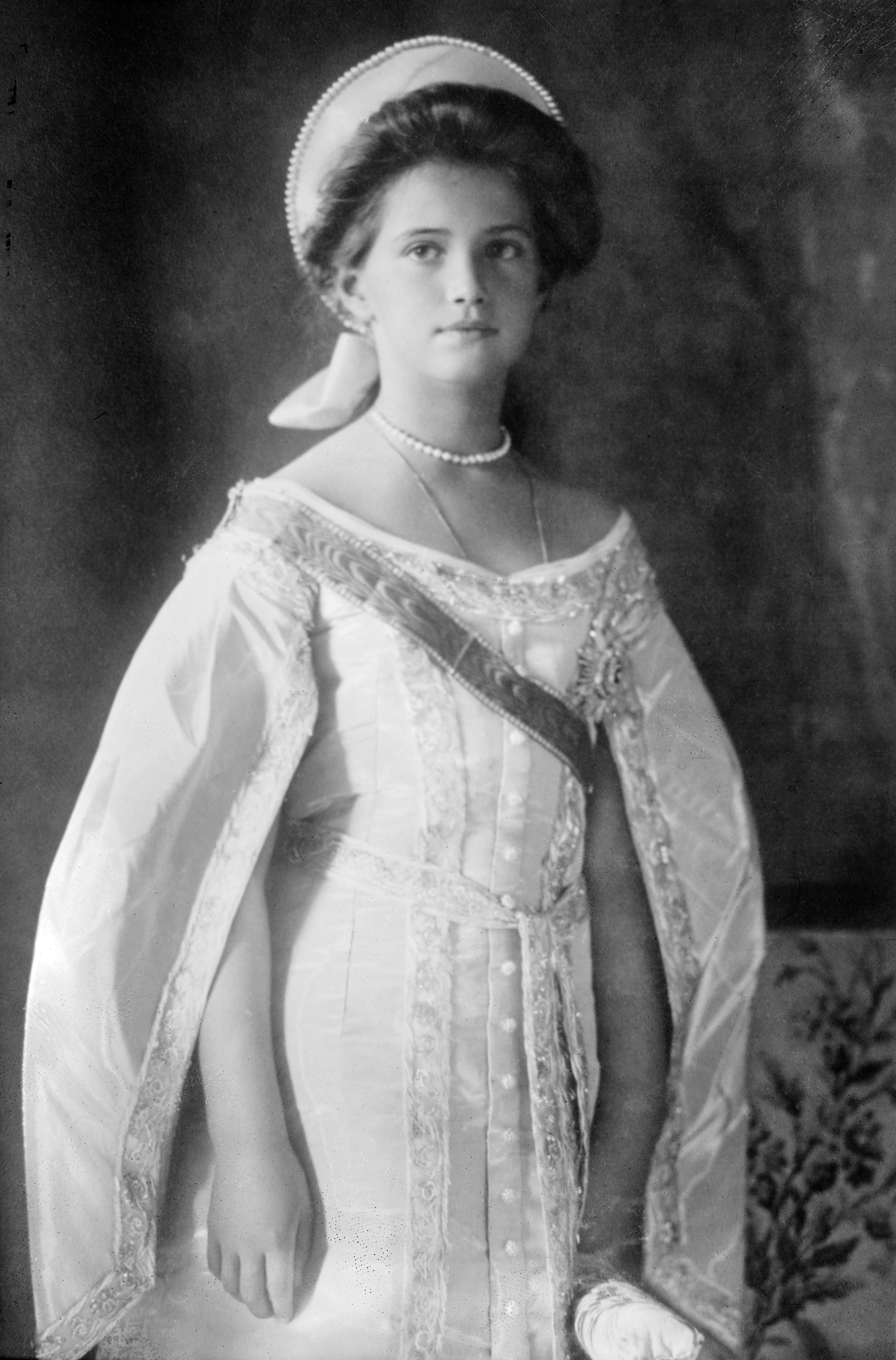
Marea Ducesă Maria, 1910.

Până la asasinarea sa din 1979, vărul ei primar Louis Mountbatten, Primul Conte Mountbatten de Burma a ținut fotografia Mariei lângă pat în memoria unei pasiuni pe care a avut-o pentru ea.
Maria, la fel ca mama sa, era purtătoare a genei hemofiliei. Unul dintre frații mamei sale Alexandra și doi dintre nepoții acesteia ca și unul dintre unchii materni și doi copii ai unui văr primar aveau toți hemofilie, la fel ca și fratele Mariei, Alexei. În decembrie 1914 în timpul unei operații pentru îndepărtarea amigdalelor Maria a avut hemoragie potrivit mătușii paterne, Marea Ducesă Olga Alexandrovna a Rusiei, care a fost intervievată mai târziu. Medicul care a efectuat operația a fost atât de tulburată a trebuit să fie obligat să continue de mama Mariei, Țarina Alexandra. Olga Alexandrovna a spus că ea a crezut că toate cele patru nepoate erau purtătoare ale genei la fel ca mama lor.
Testarea ADN pe rămășițele familiei regale, în 2009, a dovedit că Alexei suferea de hemofilie de tip B, o forma rară a bolii. Aceeași testare a dovedit că mama lui și una dintre cele patru Mari Ducese erau purtătoare a bolii. Rușii au identificat-o pe ducesa Anastasia însă oamenii de știință americani au identificat-o ca fiind Maria.
În timpul Primului Război Mondial, la fel ca sora sa mai mică Anastasia, Maria a vizitat soldații răniți aflați la un spital privat amenajat la Țarskoe Selo. Cele două adolescente erau prea mici pentru a deveni asistente ca mama și surorile lor mai mari, așa că jucau dame și biliard cu soldații. De asemenea, în timpul războiului, Maria și Anastasia făceau vizite școlilor de asistente medicale și le ajutau să aibă grijă de copii. În timpul lor liber, uneori, Maria, surorile ei și mama lor îi vizitau pe Țar și pe Țarevici la cartierul general Moghilev. În timpul acestor vizite, Maria s-a simțit atrasă de Nicolae Dmitrievici Demenkov, un ofițer al țarului. După ce Marile Ducese se întorceau la Țarskoe Selo, Maria îi cerea adesea Țarului să-i transmită salutări lui Demenkov și, uneori, în glumă, semna scrisorile către țar, "Doamna Demenkov".

## Revoluție și captivitate

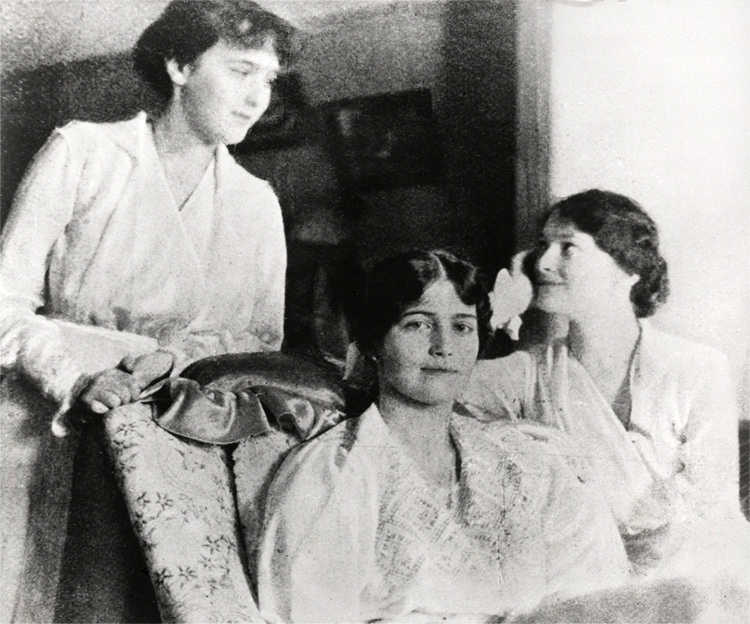
De la stânga la dreapta: Marile Ducese Anastasia, Maria și Tatiana în captivitate la Țarskoe Selo în primăvara anului 1917.

Revoluția a izbucnit în Sankt-Petersburg în primăvara anului 1917. În haosul creat, Maria și frații ei s-au îmbolnăvit de rujeolă. Țarina a fost reticentă în a-i muta pe copii la reședința imperială de la Gatchina. Maria a fost ultima dintre cei cinci copii care s-a îmbolnăvit și, în timp ce era încă sănătoasă a fost o bună sursă de sprijin moral pentru mama sa. În noaptea de 13 martie 1917 împreună cu mama sa a pledat în fața soldaților pentru a rămâne fideli familiei imperiale. La scurt timp, la vârsta de șaptesprezece ani, s-a îmbolnăvit rujeolă și de o puternică pneumonie. Nu i s-a spus că tatăl ei a abdicat până ce nu a început să se recupereze.
Familia a fost arestată și închisă, la început în casa lor de la Țarskoe Selo și mai târziu la reședințele din Tobolsk și Ecaterinburg în Siberia. Maria a încercat să se împrietenească atât cu gărzile de la Țarskoe Selo cât și cu cele de la Tobolsk și curând a învățat numele lor și detalii despre soțiile și copiii lor. Fără să fie conștientă de pericolul în care se afla, ea a spus că ar fi fericită să trăiască acolo pe termen nelimitat numai dacă ar putea face plimbări fără a fi păzită în permanență. Conștiente totuși de faptul că erau urmărite, Maria și Anastasia și-au ars scrisorile și jurnalele în aprilie 1918.
În aprilie 1918, când familia a fost separată pentru scurt timp, Țarina Alexandra a ales-o pe Maria pentru a-și acompania părinții la Ecaterinburg. În timpul anului de captivitate, Maria s-a transformat din copil în femeie, potrivit baroanei Sofia Buxhoevden, doamnă de onoare, iar Țarina a simțit că cea de-a treia fiică a ei ar putea-o ajuta, spre deosebire de fiica cea mare Olga care a suferit o depresie puternică sau de Anastasia care era încă un copil. Ei au fost obligați să își lase copiii la Tobolsk, deoarece fratele Mariei, Alexei, era grav bolnav iar Tatiana a rămas să-l îngrijească. Cei patru copii s-au alăturat familiei câteva săptămâni mai târziu Ecaterinburg.

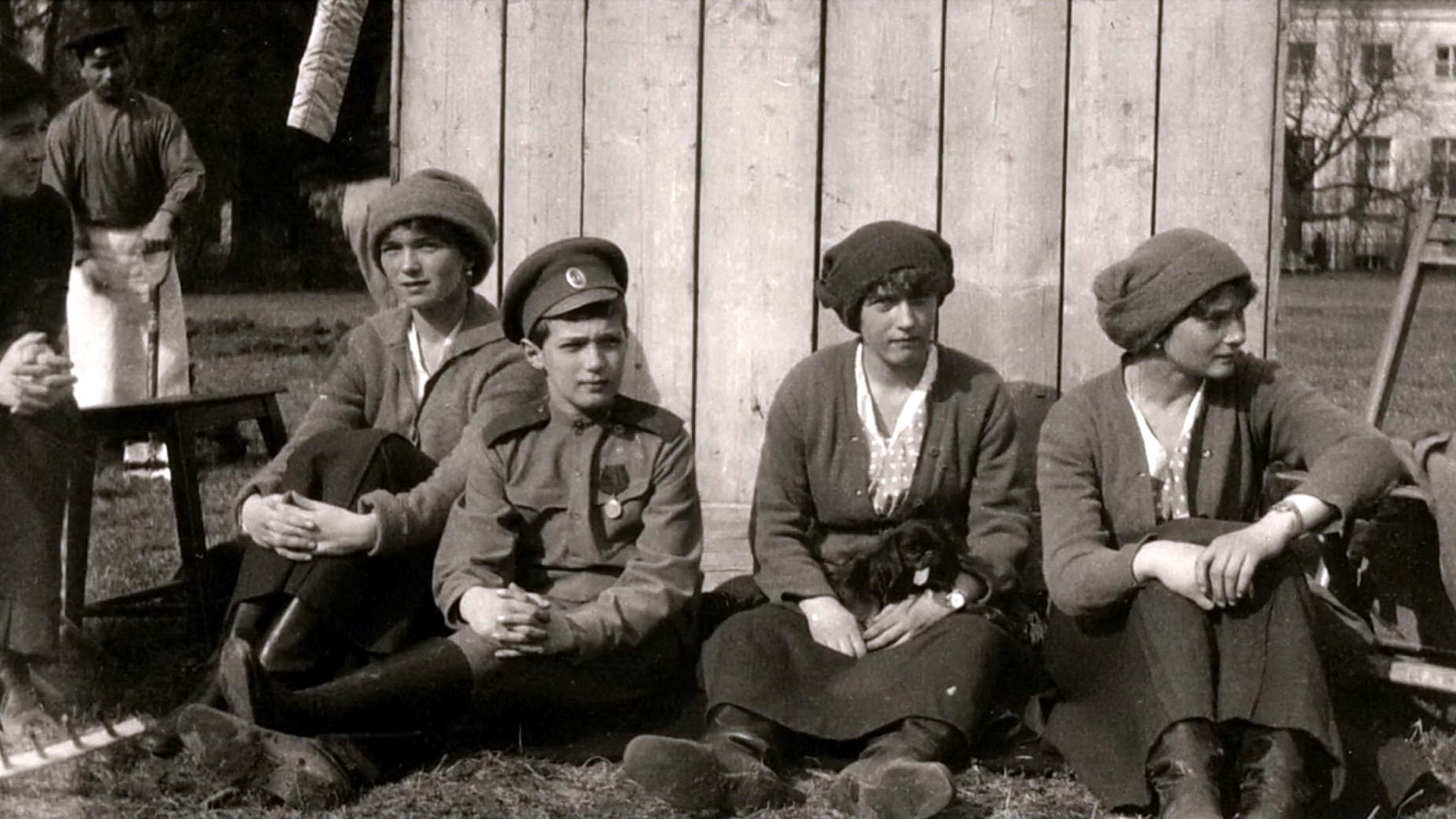
De la stânga la dreapta: Marea Ducesă Olga, Țareviciul Alexei, Marea Ducesă Maria, Marea Ducesă Tatiana în captivitate 1918.

În scrisorile către frații ei din Tobolsk, Maria descrie neliniștea ei în fața unor noi restricții asupra familiei, la Ecaterinburg. Ea și părinții ei au fost percheziționați de către gardienii de la Casa Ipatiev și au fost avertizați că vor mai fi astfel de percheziționări. În jurul casei a fost instalat un gard de lemn limitând astfel vederea la stradă. "Oh, cât de complicat este totul acum", a scris ea pe 2 mai 1918. "Am trăit atât de pașnic timp de opt luni, iar acum totul a început din nou."  Maria își petrecea timpul încercând să se împrietenescă cu gardienii Casei Ipatiev. Le-a arătat poze din albumele ei foto și a vorbit cu ei despre familiile lor și despre speranțele ei pentru o viață nouă în Anglia, dacă va fi eliberată. Alexander Strekotin, unul dintre gardieni, își amintește în memoriile sale că ea "a fost o fată căreia îi plăcea să se distreze." Un alt gardian își amintește de frumusețea Mariei și spunea că nu avea un aer de grandoare. O fostă santinelă spunea că Maria era adesea mustrată de mama ei "în șoapte severe și furioase" aparent pentru că era prea prietenoasă cu gardienii de la Ecaterinburg.
La 26 iunie 1918, pentru a sărbători ziua de naștere a Mariei (nouăsprezece ani), un alt gardian, Ivan Scorochodov a adus un tort. Maria s-a îndepărtat de grup împreună cu Ivan Scorochodov pentru un moment privat însă au fost descoperiți când doi dintre superiori au făcut o inspecție surpriză. Scorochodov a fost îndepărtat din funcție după ce acțiunile sale și atitudinea prietenoasă față de Marile Ducese au fost descoperite de ofițeri. În memoriile lor, câțiva gardieni au semnalat faptul că atât Țarina cât și sora mai mare Olga au fost supărate pe Maria iar Olga a evitat compania Mariei. După acest incident, a fost instalată o nouă comandă, familiei i s-a interzis să fraternizeze cu ofițerii iar condițiile de detenție au devenit și mai stricte.
În noaptea de 16 iulie, familia a fost trezită și li s-a spus membrilor ei să coboare la demisolul casei deoarece existau tulburări în orașul de la mare și trebuie să fie mutați pentru siguranța lor. Familia a ieșit din camerele lor cărând perne, saci și alte lucruri pentru confortul Alexandrei și a lui Alexei. Iakov Iurovski, șeful detașamentului, care era fotograf profesionist, a regizat familia pentru câteva poziții foto. Alexandra, care a solicitat scaune pentru ea și Alexei s-a așezat la stânga fiului ei. Țarul stătea în spatele lui Alexei, dr. Botkin stătea la dreapta țarului, Maria și surorile sale stăteau în spatele Alexandrei împreună cu servitorii. La un moment dat Alexandra a șoptit fetelor ceva în engleză încălcând regula de a vorbi numai în rusă. Iurovski le-a citit sentința de execuție. Maria și familia ei au avut timp doar pentru câteva sunete incoerente înainte ca echipa morții sub comanda lui Iurovski să tragă. Erau primele ore ale zilei de 17 iulie 1918.
În anul 2000, Biserica Ortodoxă Rusă a decis canonizarea lui Nicolae al II-lea, a țarinei Alexandra și a celor cinci copii ai acestora.